# TRADACOMS
Tradacoms to wczesny standard EDI (Eelektronicznej Wymiany Danych), używany głównie w brytyjskim sektorze handlu detalicznego. Został wprowadzony w 1982 roku jako implementacja składni UN/GTDI, jednego z prekursorów EDIFACT, i był utrzymywany i rozszerzany przez brytyjską Article Numbering Association (obecnie działające pod nazwą GS1 UK).
Ten standard jest obecnie przestarzały, ponieważ jego rozwoju faktycznie zaprzestano w 1995 roku na rzecz podzbiorów EDI GS1 EANCOM. Mimo tego do dziś większość dokumentów EDI wymienianych z sieciami handlowymi w Wielkiej Brytanii nadal jest w tym standardzie.

## Transakcje
W Tradacoms zdefiniowanych jest 25 rodzajów dokumentów (plików):
1. INFORMACJA O PRODUKCIE
2. INFORMACJA O CENIE
3. INFORMACJA O KLIENCIE
4. ZAMÓWIENIE
5. INSTRUKCJA KOMPLETACJI ZAMÓWIENIA
6. POWIADOMIENIE O DOSTAWIE
7. POTWIERDZENIE DOSTAWY
8. FAKTURA
9. NOTA KREDYTOWA
10. WYCIĄG/SZCZEGÓŁY PŁATNOŚCI
11. INSTRUKCJA PODJĘCIA TOWARU
12. POTWIERDZENIE PODJĘCIA TOWARU
13. STAN MAGAZYNOWY
14. KOREKTA STANU MAGAZYNOWEGO
15. RAPORT DOSTĘPNOŚCI
16. KOMUNIKACJA OGÓLNA
17. ZŁOŻONE ZAMÓWIENIE
18. POTWIERDZENIE ZAMÓWIENIA
19. RAPORT PLANOWANIA PRODUKTU
20. ZLECENIE PŁATNOŚCI
21. NOTA OBCIĄŻENIOWA
22. NOTA UZNANIOWA
23. BŁĄD PŁATNOŚCI
24. RAPORT PLANU DLA LOKALIZACJI
25. RACHUNEK ZA MEDIA

Istnieją dodatkowe transakcje zdefiniowane do użytku w branży ubezpieczeniowej, które używają składni Tradacoms, ale z niejawnym zagnieżdżeniem. Usługa działa pod nazwą Brokernet i powstała w 1986 roku.
W brytyjskim handlu książkami zdefiniowano również dodatkowe transakcje: Zamówienie, Wydanie oraz Aktualizacja Cen i Dostępności. Istnieją warianty komunikatów branżowych dla Wiadomości Handlowych, Tekstyliów i Telezakupów.

## Składnia i użycie
Składnia Tradacoms jest podobna do EDIFACT, jednak występują następujące główne różnice:
- Segmenty STX/END używane zamiast UNB/UNZ
- Segmenty BAT/EOB zamiast UNG/UNE
- Segmenty MHD/MTR zamiast UNH/UNT
- Ogranicznikiem znacznika segmentu jest znak „=”, a nie separator elementów danych
- Zawsze używane jest jawne zagnieżdżanie, ale implementowane jako elementy danych, a nie rozszerzenia tagów
- Używane są tylko niejawne ułamki dziesiętne
- Zasady kompresji są mniej rygorystyczne i mają jedynie charakter opcjonalny.
- Podstawowy standard GTDI wykorzystuje SCH zamiast UNA, ale nie jest to zaimplementowane w Tradacoms. Stosowane są domyślne separatory EDIFACT UNOA.

W Tradacoms użycie kwalifikatorów (ang. qualifiers), a w konsekwencji złożonych elementów danych (ang. composit data elements), jest niewielkie w porównaniu z EDIFACT. W szczególności każdy segment może wystąpić tylko raz w definicji wiadomości Tradacom, dlatego segmenty są zwykle bardzo szczegółowe, a nie ogólne, z kwalifikatorem identyfikującym ich funkcję. Tradacoms nie jest systemem „klocków Lego” w stylu EDIFACT.

Pliki Tradacoms są odpowiednikami branżowych podzbiorów EDIFACT. Nie są one ogólnymi dokumentami tak jak UN/EDIFACT. W praktyce można ich używać wyłącznie na terenie Wielkiej Brytanii, ponieważ nie uwzględniają walut innych niż funt szterling, a informacje podatkowe są dostosowane do wymogów Wielkiej Brytanii.

## Przykładowe zamówienie Tradacoms
Poniżej znajduje się przykład zamówienia jednowierszowego. Część treści danych została zanonimizowana.
```
STX=ANA:1+5000000000000:SOME STORES LTD+5010000000000:SUPPLIER UK LTD+070315:130233+000007+PASSW+ORDHDR+B'
MHD=1+ORDHDR:9'
TYP=0430+NEW-ORDERS'
SDT=5010000000000:000030034'
CDT=5000000000000'
FIL=1630+1+070315'
MTR=6'
MHD=2+ORDERS:9'
CLO=5000000000283:89828+EAST SOMEWHERE DEPOT'
ORD=70970::070315'
DIN=070321++0000'
OLD=1+5010210000000++:00893592+12+60++++CRUSTY ROLLS:4 PACK'
OTR=1'
MTR=7'
MHD=3+ORDTLR:9'
OFT=1'
MTR=3'
END=3'
```